# 국가안전보장위원회 (아일랜드)
국가안전보장위원회(National Security Committee; NSC)는 아일랜드의 부처간 위원회로, 티셔흐(총리)와 내각이 안전보장에 관한 정보를 알 수 있도록 하고 그 정보에 관한 총리와 내각의 대응을 보조한다.
국가안전보장위원회 위원장은 총리부 사무차관이 겸직한다. 위원은 경찰총수인 평화수호대장, 법무평등부 사무차관, 군부수반인 방위군참모총장, 방위부 사무차관, 외무무역부 사무차관으로 이루어진다. 세무처, 통신동력천연자원부, 교통관광체육부에서도 대표자를 파견하지만 상임위원은 아니다.
총리부가 국가안전보장위원회 소집을 책임진다. 이 위원회는 고위험 안보 문제에 관해 총리와 내각에 자문하기 위한 기관으로 1974년 설치되었다. 위원회는 평화수호대장과 총참모장의 위협평가를 제출받고 국내외적 안보상황을 종합적으로 평가한다.